# Janez Fischer
Janez Fischer, ljubljanski župan. 
Fischer je bil ljubljanski župan med letoma 1847 in 1851.